# Antonín (výsypka)
Výsypka Antonín se nachází západně od města Sokolov, mezi Sokolovem, Dolním Rychnovem a řekou Ohří, po jejím pravém břehu. Její rozloha je 168 ha. Rekultivace už byly ukončeny a výsypka je pokryta téměř z 90 % vegetací (lesnické rekultivace).

## Historie

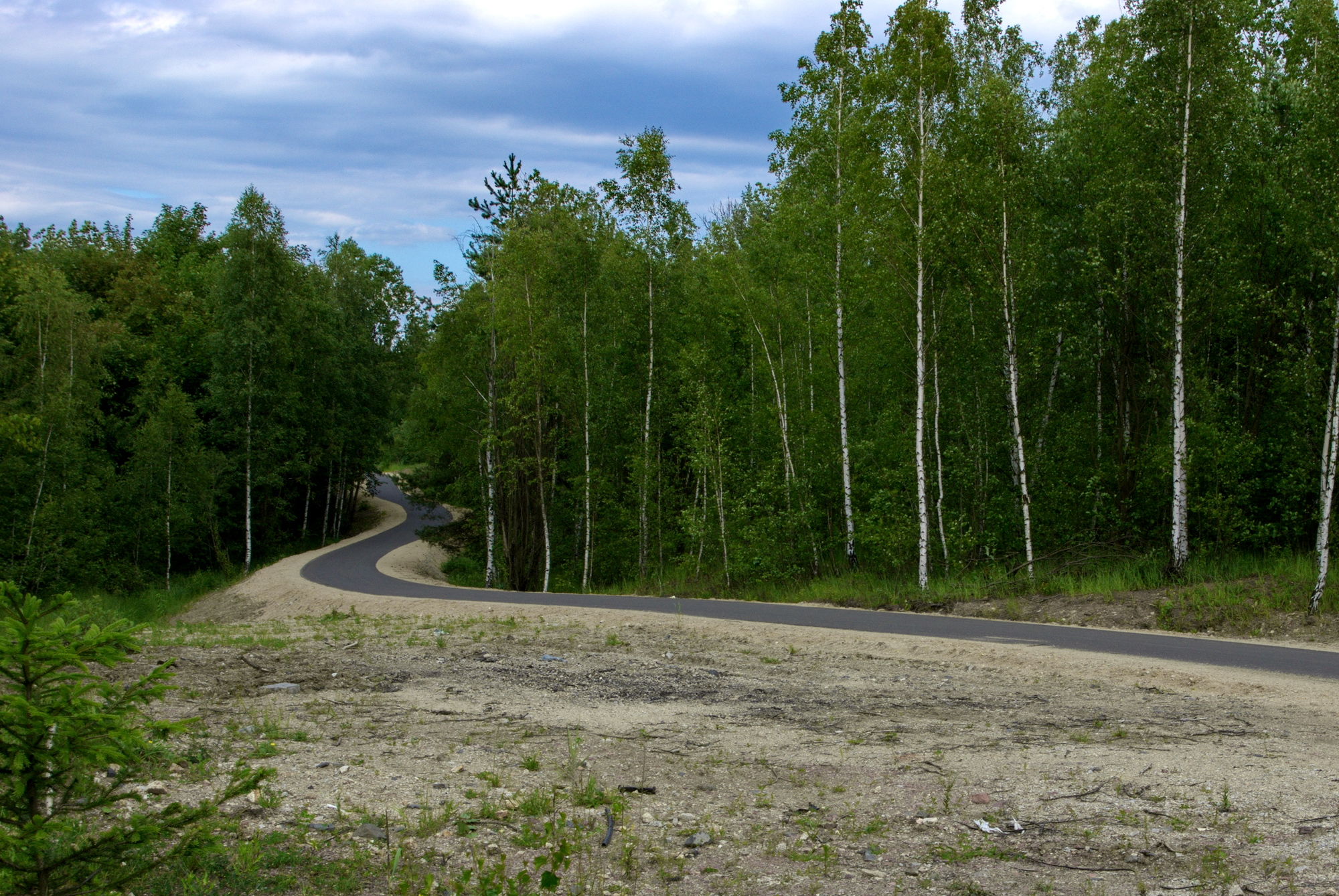
Cyklostezka na úpatí výsypky

Výsypka vznikla zasypáním povrchového lomu Antonín (do 28.10.1945 nesl důl název Luipold). Těžba dolem Antonín probíhala v letech 1881 až 1965, nejprve hlubinným, později povrchovým způsobem. Těžba skrývky a uhlí za období od roku 1945 do vyuhlení zásob činila přibližně 22,5 mil. tun uhlí a 10,8 mil. m3 skrývkových hmot. Údaje z předešlých let jsou neúplné. Po vyuhlení lomu v roce 1965 došlo k jeho uzavření. Následovalo zakládání prostoru lomu skrývkovými hmotami z uhelného lomu Medard. Do jižní části lomu se plavil popílek z elektrárny. Po definitivním zasypání a upravení výsypky začala probíhat rekultivační činnost.
Výsypka překračuje původní terén přibližně o 40 metrů. V druhé polovině 20. století byla výsypka lesnicky rekultivována, když v letech 1969 až 1974 zde bylo vysazeno více než 200 druhů a poddruhů dřevin. Střední část výsypky o ploše 48 ha byla ponechána pro experimentální výzkumné účely a vzniklo na ní arboretum s významnými přírodními prvky.
Nejvyšší bod arboreta leží v nadmořské výšce 445 metrů. Převýšení terénu od řeky Ohře je zhruba 44 metrů.
Arboretum je jednou z lokalit Geoparku Egeria, části Česko-bavorského geoparku.

## Využití
Počítá se s rekreačním a vědecko-vzdělávacím zaměřením a tvorbou vycházkových cest pro obyvatele přilehlého města Sokolova.
Po úpatí výsypky nad břehem Ohře je vedena cyklostezka č. 6 Ohře.